# Stjärnanisväxter
Stjärnanisväxter (Illiciaceae) är en växtfamilj som varken tillhör de enhjärtbladiga växterna eller trikolpaterna. Stjärnanisväxterna är indelade i tre släkten som sammanlagt består av omkring 90 arter. 
Familjen består av buskar, träd och lianer från Asien, USA, Mexiko och Västindien.
Numera förs fjärilsrankeväxterna (Schisandraceae) och kadsuraväxterna (Kadsuraceae) in under denna familj.